# Jiří Dadák
Jiří Dadák (ur. 7 marca 1926 w mieście Valašské Meziříčí, zm. 6 marca 2014 w Zlinie) – czechosłowacki lekkoatleta, młociarz, medalista mistrzostw Europy z 1950.
Zdobył brązowy medal w rzucie młotem na mistrzostwach Europy w 1950 w Brukseli, za Sverre Strandlim z Norwegii i Teseo Taddią z Włoch.
Na igrzyskach olimpijskich w 1952 w Helsinkach zajął w tej konkurencji 4. miejsce, a na mistrzostwach Europy w 1954 w Bernie był dziewiąty.
Trzykrotnie poprawiał rekord Czechosłowacji, doprowadzając go do wyniku 57,60 m (14 października 1951 w Partizánskich).
Był mistrzem Czechosłowacji w rzucie młotem w 1949 i 1951.